# Уиллингем
Уиллингем — небольшое поселение в графстве Кембриджшир, расположенном на востоке Великобритании. Располагается на краю Фенских болот к югу от реки Грейт-Уз. К северу от поселения можно наблюдать характерные для местности прямые дороги и чернозёмный тип почвы.
Расположенный примерно в 12 милях (19 км) к северо-западу от Кембриджа, на дороге B1050, округ Уиллингема занимает 1878 га (4641 акров), а его население составляет 3900 человек. Несмотря на то, что самая высокая точка расположена около 7 метров над уровнем моря, Уиллингэм, как правило, не считается подверженным риску затопления.

## Внешние ссылки
- Willingham village site
- Willingham Life
- Photos of Old Willingham
- Willingham Parish Council